# Wibault 7
Il Wibault 7, citato anche come Wibault Wib 7, era un caccia monomotore ad ala alta a parasole prodotto dall'azienda francese Société de Avions Michel Wibault negli anni venti.
Progenitore di una serie di varianti destinate all'esportazione, che si differenziavano per la diversa motorizzazione
e che vennero prodotte su licenza, venne realizzato in 40 esemplari, alcuni consegnati all'estero, ed utilizzato principalmente dall'Aéronautique Militaire, la componente aerea dell'Armée de terre, l'esercito francese.

## Storia
Nei primi mesi del 1923 la Service Technique Aéronautique (STAé) emise una specifica per la fornitura di un nuovo modello di caccia di classe C1 (caccia monoposto) destinato a sostituire, nel 1926, il Nieuport-Delage NiD.29 in quel momento in fase di prima consegna ai reparti. Tra le caratteristiche richieste il velivolo doveva raggiungere i 240 km/h a 5 000 m ed integrare un armamento costituito da 4 mitragliatrici da 500 colpi ciascuna. I progetti dovevano essere proposti durante l'estate del 1924.
Tra i partecipanti aderì anche la Société de Avions Michel Wibault che presentò un monomotore monoplano ad ala alta a parasole, sviluppo del precedente Wibault 3 rimasto allo stadio di prototipo dal quale si differenziava 
per la finitura esterna, da listelli di compensato ad elementi metallici in duralluminio, con una nuova tecnologia ideata e brevettata dallo stesso Wibault, e per la motorizzazione, un motore radiale raffreddato ad aria in sostituzione dell'8 cilindri a V raffreddato a liquido Hispano-Suiza 8.
Dopo una prima valutazione dei 30 progetti proposti, 11 furono i modelli dichiarati idonei a partecipare alla selezione finale che si tenne presso l'aerodromo di Villacoublay il 15 luglio di quello stesso anno. Sottoposti a prove comparative, nessuno dei modelli partecipanti riuscì a soddisfare le aspettative, tuttavia, dopo aver emesso un nuovo ordine per la fornitura di altri 400 esemplari di NiD.29, venne concessa una deroga per dare ai produttori l'opportunità di migliorare le loro proposte con una nuova valutazione programmata nel 1925.
La seconda valutazione si concluse aggiudicando la vittoria al Nieuport-Delage NiD.42 pur non soddisfacendo completamente le aspettative e con l'accordo di ulteriori miglioramenti in fase di consegna del modello. In quest'ambito la STAé continuò prove comparative con gli altri modelli che parteciparono al concorso che maturarono in un ulteriore contratto di fornitura per 25 Gourdou-Leseurre LGL-32 e, nel gennaio 1927, altri 25 Wibault 7.

### Sviluppo
Il modello riprese le caratteristiche generali del precedente Wibault 3 C1, caratterizzato dalla struttura interamente metallica realizzata in duralluminio e, in un periodo ancora in netta prevalenza di biplani, dalla configurazione alare monoplana costituita da una singola ala alta a parasole sostenuta da una coppia di vistosi puntoni che collegavano ciascuna semiala alla fusoliera. Questa scelta tecnica, unita alla tecnologia che sostituiva la copertura del modello con delle singole strisce in duralluminio, caratterizzò in seguito tutti i modelli realizzati dall'azienda francese.
Wibault ritenne conveniente realizzare una simile copertura abbinata ad un nuovo sistema di fissaggio, anch'esso brevettato, per rendere più veloci, e di conseguenza economicamente meno onerosi, gli interventi sul modello sia per la necessaria manutenzione periodica che per eventuali danni accidentalmente causati o conseguenti al combattimento.
Altra miglioria tecnica riguardava il carrello d'atterraggio, sempre fisso ma passato da una semplice struttura tubolare con ruote collegate tra loro da un asse rigido ad una più elaborata ed ammortizzata con ruote indipendenti.

## Utilizzatori
Francia
- Aéronautique Militaire